# Спринг-Валли (Иллинойс)
Спринг-Валли — невключённая территория тауншипа Мак-Ки в округе Адамс (штат Иллинойс, США). Расположена к востоку от Либерти.